# Akari Inoue
Akari Inoue (japanisch 井上 明里 Inoue Akari; * 4. August 1988 in Okinawa) ist eine japanische Tennisspielerin.

## Karriere
Inoue begann mit drei Jahren das Tennisspielen und bevorzugt Hartplätze. Sie spielt vor allem auf Turnieren der ITF Women’s World Tennis Tour, bei denen sie bislang 18 Titel im Doppel gewonnen hat.

## Turniersiege

### Doppel
| Nr. | Datum              | Turnier           | Kategorie   | Belag             | Partnerin          | Finalgegnerinnen                    | Ergebnis           |
| --- | ------------------ | ----------------- | ----------- | ----------------- | ------------------ | ----------------------------------- | ------------------ |
| 1.  | 28. März 2009      | Kōfu              | ITF $10.000 | Hartplatz         | Shūko Aoyama       | Maki Arai Miki Miyamura             | 7:5, 3:6, [10:8]   |
| 2.  | 12. Juni 2010      | Tokio             | ITF $10.000 | Hartplatz         | Shūko Aoyama       | Chang Kyung-mi Yoo Mi               | 7:63, 6:0          |
| 3.  | 2. August 2010     | Niigata           | ITF $10.000 | Teppich           | Kotomi Takahata    | Ayumi Oka Miki Miyamura             | 6:1, 6:4           |
| 4.  | 29. August 2010    | Saitama           | ITF $10.000 | Hartplatz         | Kotomi Takahata    | Kumiko Iijima Akiko Yonemura        | 6:3, 6:3           |
| 5.  | 17. März 2012      | Miyazaki          | ITF $10.000 | Rasen             | Hiroko Kuwata      | Kanae Hisami Yumi Miyazaki          | 6:3, 6:0           |
| 6.  | 14. Juli 2012      | Istanbul          | ITF $10.000 | Hartplatz         | Kaori Onishi       | Yuka Higuchi Hirono Watanabe        | 6:1, 6:1           |
| 7.  | 28. Juli 2012      | Izmir             | ITF $10.000 | Hartplatz         | Kaori Onishi       | Jana Sisikowa Zuzana Zlochová       | 6:3, 1:6, [10:4]   |
| 8.  | 1. Dezember 2012   | Jakarta           | ITF $10.000 | Hartplatz         | Choi Ji-hee        | Yuka Higuchi Juan Ting-fei          | 6:3, 6:4           |
| 9.  | 22. März 2013      | Kōfu              | ITF $10.000 | Hartplatz         | Hiroko Kuwata      | Han Na-lae Yang Zi                  | 3:6, 7:5, [10:7]   |
| 10. | 8. Juni 2013       | Quintana Roo      | ITF $10.000 | Hartplatz         | Julia Moriarty     | Ana Sofía Sánchez Daniela Schippers | 5:7, 7:64, [12:10] |
| 11. | 19. August 2013    | Neu-Delhi         | ITF $10.000 | Hartplatz         | Prarthana Thombare | Matilda Hamlin Shweta Rana          | 6:1, 6:4           |
| 12. | 31. August 2013    | Neu-Delhi         | ITF $10.000 | Hartplatz         | Lee Hua-chen       | Matilda Hamlin Shweta Chandra Rana  | 6:0, 7:63          |
| 13. | 21. Dezember 2013  | Hongkong          | ITF $10.000 | Hartplatz         | Choi Ji-hee        | Hong Seung-yeon Kang Seo-kyung      | 4:6, 6:1, [10:7]   |
| 14. | 8. März 2014       | Scharm El-Scheich | ITF $10.000 | Hartplatz         | Emma Laine         | Diana Bogoliy Khristina Kazimova    | 6:2, 6:2           |
| 15. | 12. September 2015 | Kyoto             | ITF $10.000 | Hartplatz (Halle) | Miki Miyamura      | Hsu Ching-wen Lee Pei-chi           | 6:3, 6:0           |
| 16. | 29. Juli 2017      | Hongkong          | ITF $15.000 | Hartplatz         | Michika Ozeki      | Sari Baba Yuqi Sheng                | 6:4, 6:2           |
| 17. | 9. September 2017  | Kyōto             | ITF $15.000 | Hartplatz (Halle) | Michika Ozeki      | Ayaka Okuno Kajsa Rinaldo Persson   | 4:6, 6:3, [10:8]   |
| 18. | 25. März 2023      | Hinode            | ITF W15     | Hartplatz         | Tsao Chia-yi       | Li Yu-yun Rinon Okuwaki             | 6:4, 6:75, [10:5]  |
| 19. | 16. Juni 2024      | Tokio             | ITF W15     | Hartplatz         | Michika Ozeki      | Ayumi Miyamoto Anri Nagata          | 2:6, 7:5, [10:8]   |